# دولت کره جنوبی
دولت کره جنوبی یک جمهوری متمرکز دموکراتیک با سه شاخه اصلی حکومت است. مجریه، مقننه و قضایی. رئیس‌جمهور در رأس حکومت فعالیت می‌کند و بالاترین مقام قدرت در کشور است و پس از آن نخست‌وزیر و وزیران دولت در قدرت هستند.
قوه مجریه و مقننه در سطح ملی فعالیت می‌کنند ولی وزارتخانه‌هایی در سطح قوه مجریه هستند که به‌طور محلی نیز کار می‌کنند. دولت‌های محلی نیمه خودمختار هستند و دارای دستگاه‌های اجرایی و قانونگذاری مخصوص به خود هستند. قوه قضاییه در دو سطح ملی و محلی فعالیت می‌کند. ساختار دولت کره جنوبی بر اساس قانون اساسی کره جنوبی تعیین شده است. از زمان اولین انتشار در سال ۱۹۴۸، قانون اساسی چندین بار مورد بازنگری قرار گرفته است. به استثنای دوران کوتاه مدت جمهوری دوم کره، این کشور همیشه دارای یک مدیر اجرایی نسبتاً مستقل به شکل رئیس‌جمهور بوده است.
همانند اکثر نظام‌ها که تفکیک قوا دارند، یک نظام متعادل و متوازن در کره جنوبی برقرار است. به عنوان مثال، قضات دادگاه قانون اساسی تا حدی توسط قوه مجریه و بخشی نیز توسط قوه مقننه تعیین می‌شوند. هنگامی که قطعنامه استیضاح رئیس‌جمهور توسط قوه مقننه تصویب می‌شود برای تصمیم نهایی به قوه قضائیه ارسال می‌شود.

## قوه مقننه

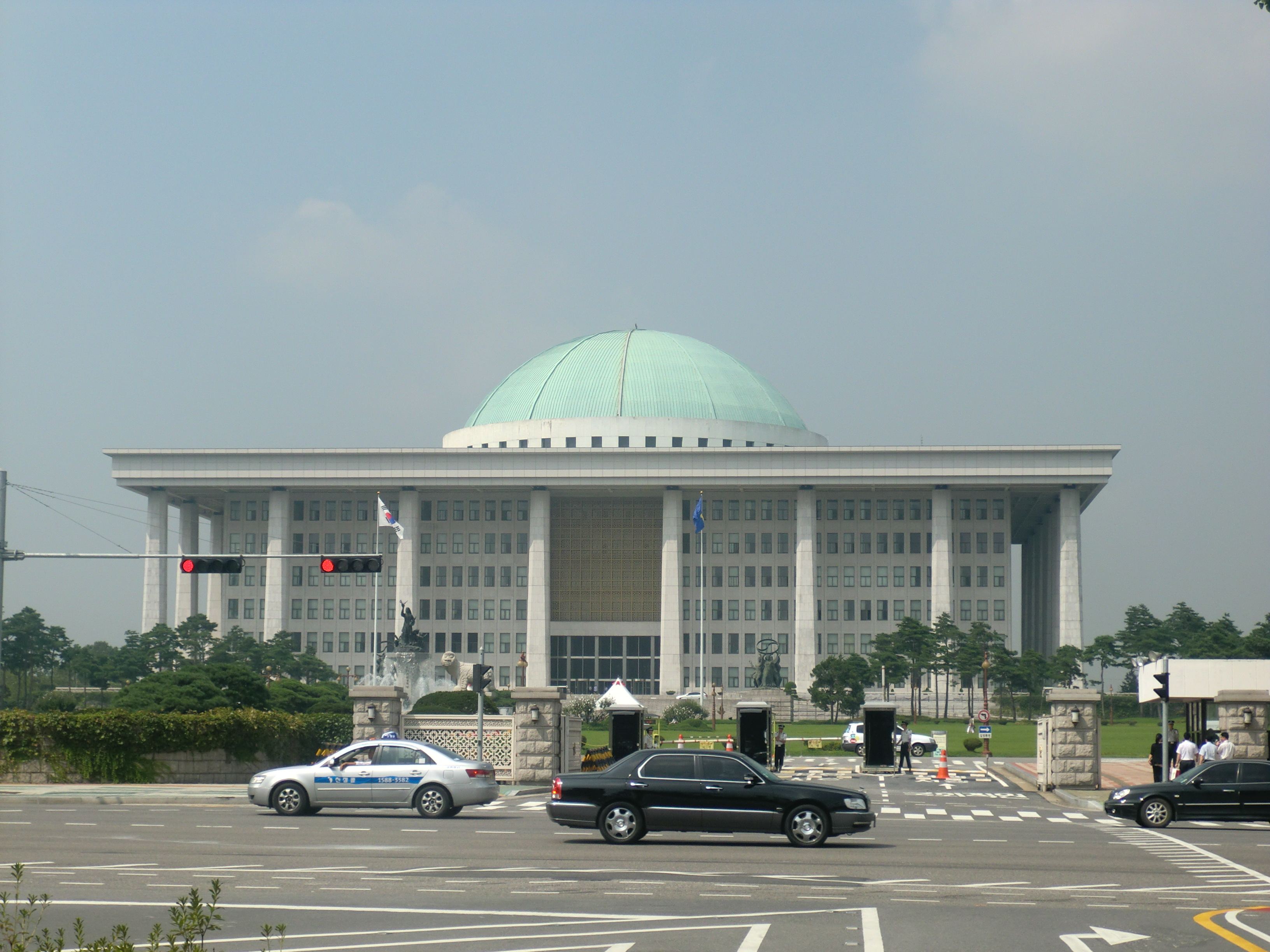
ساختمان مجلس شورای ملی، سئول

اتاق اصلی مجلس ملی کره

در سطح ملی مجلس ملی کره جنوبی نقش قوه مقننه در کره جنوبی را دارد و مجلس ملی تک‌مجلسی است. اکثر ۳۰۰ عضو آن از طریق حوزه‌های انتخابیه تک نفره انتخاب می‌شوند ولی ۵۶ عضو از طریق نمایندگی تناسبی انتخاب می‌شوند. نمایندگان مجلس ملی به مدت چهار سال خدمت می‌کنند؛ در صورتی که یکی از اعضا نتواند دوره خود را تکمیل کند، یک انتخابات میان‌دوره‌ای برگزار می‌شود. مجلس ملی ملزم به بررسی و تصویب قوانین، حسابرسی بودجه و رویه‌های اداری، تصویب معاهدات و تصویب انتصابات دولتی است. علاوه بر این، این قدرت را دارد که استیضاح یا پیشنهاد برکناری مقامات عالی‌رتبه را مطرح کند.
مجلس ملی ۱۷ کمیته دائمی جهت بررسی مسائل مربوط به سیاست‌هایی که نیاز به دقت بالایی دارند تشکیل می‌دهد. در بیشتر موارد، این کمیته‌ها هم‌زمان با شروع به کار وزارتخانه‌های قوه مجریه تشکیل می‌شوند.
لوایح قبل از رسیدن به صحن مجلس از طریق این کمیته‌ها عبور می‌کنند. با این حال، قبل از رسیدن به کمیته، لایحه باید از حمایت حداقل ۲۰ عضو برخوردار شده باشد مگر اینکه توسط رئیس‌جمهور معرفی شده باشند. برای اطمینان از تصویب نهایی، لایحه باید با اکثریت حاضران تصویب شود؛ رای مساوی محسوب نمی‌شود. پس از تصویب، لوایح برای تصویب به رئیس‌جمهور ارسال می‌شود که ظرف ۱۵ روز باید تأیید شود.
هر سال لایحه بودجه توسط قوه مجریه (رئیس‌جمهور) به مجلس ملی ارائه می‌شود. طبق قانون، باید حداقل ۹۰ روز قبل از شروع سال مالی بودجه ارائه شود و نسخه نهایی باید حداقل ۳۰ روز قبل از شروع سال مالی تأیید شود. همچنین مجلس مسئول حسابرسی بودجه‌های سال‌های گذشته است که باید حداقل ۱۲۰ روز قبل از شروع سال مالی انجام شود.
جلسات مجلس ممکن است به‌طور معمول (سالی یکبار، حداکثر ۱۰۰ روز) یا فوق‌العاده (با درخواست رئیس‌جمهور یا گروه نماینده، حداکثر ۳۰ روز) برگزار شود. به‌طور پیش فرض، این جلسات شفاف برگزار می‌شود اما می‌تواند با رای اکثریت آرا یا با حکم رئیس‌جمهور، غیرعنلی نیز برگزار شود. برای تصویب قوانین در هر جلسه، حد نصاب باید نصف اعضاء حضور داشته باشند.
در حال حاضر، هفت حزب سیاسی در مجلس شورای ملی نمایندگی دارند.

## قوه مجریه

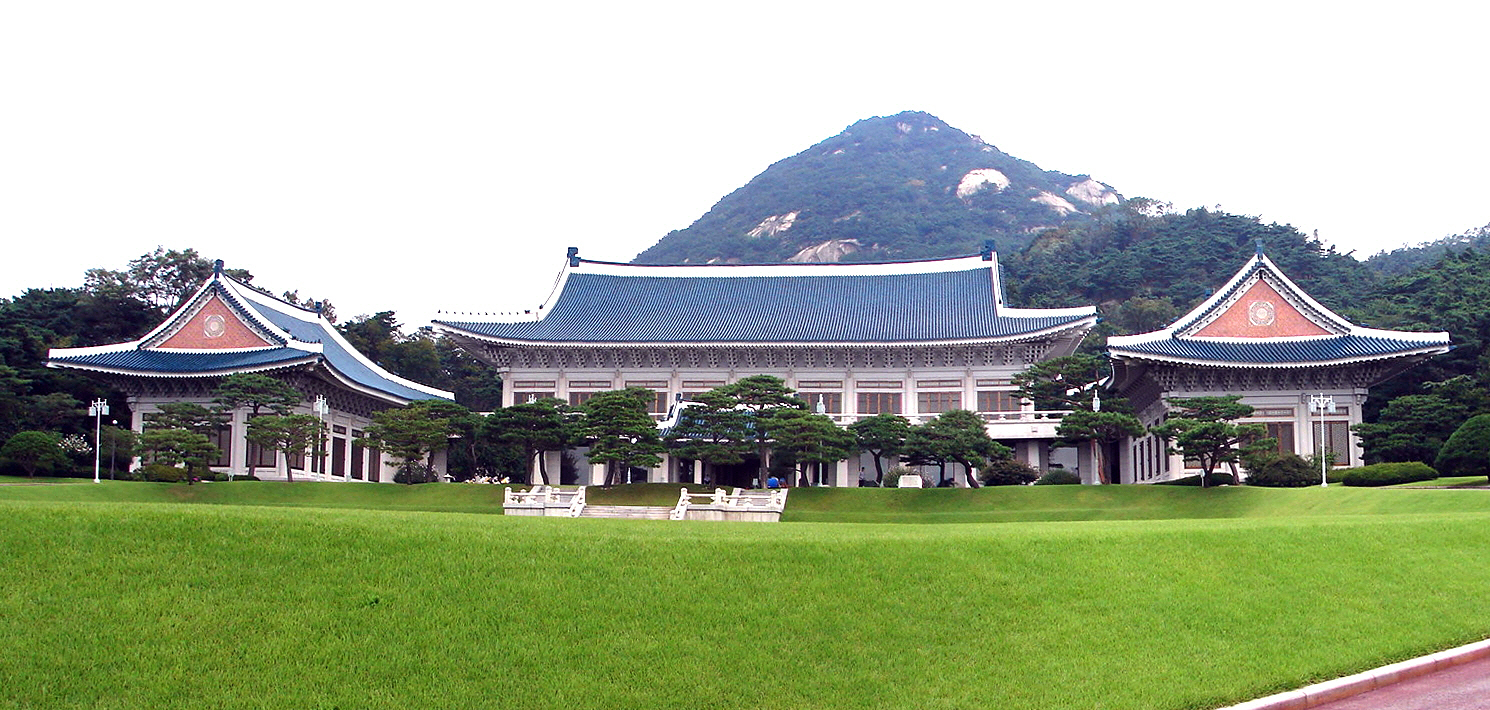
ساختمان‌های اصلی کاخ آبی (محل اقامت رسمی رئیس‌جمهور کره جنوبی)، سئول

ریاست قوه مجریه بر عهده رئیس‌جمهور کره جنوبی است. رئیس‌جمهور مستقیماً توسط مردم انتخاب می‌شود و تنها عضو منتخب قوه مجریه است. رئیس‌جمهور برای یک دوره پنج ساله خدمت می‌کند؛ دوره اضافی مجاز نیست. رئیس‌جمهور رئیس کشور، رئیس حکومت و فرمانده کل نیروهای مسلح کره جنوبی است. رئیس‌جمهور دارای قدرت اعلان جنگ است و همچنین می‌تواند لایحه قانون را به مجلس ملی پیشنهاد دهد. همچنین او می‌تواند وضعیت فوق‌العاده یا حکومت نظامی را منوط به تأیید مجلس اعلام کند. رئیس‌جمهور می‌تواند لوایح را وتو کند ولی اگر دو سوم مجلس آن لوایح را تصویب کند، لوایح به صورت قانون در می‌آید. رئیس‌جمهور قدرت انحلال مجلس شورای ملی را ندارد که این موضوع به علت تجربه دولت‌های اقتدارگرا در جمهوری اول، سوم و چهارم است.
نخست‌وزیر کره جنوبی و همچنین دبیرخانه ریاست جمهوری در وظایف خود به رئیس‌جمهور کمک می‌کنند. نخست‌وزیر با تصویب مجلس ملی توسط رئیس‌جمهور منصوب می‌شود و این اختیار را دارد که انتصاب یا برکناری وزیران کابینه را توصیه کند. صاحب دفتر ریاست جمهوری ملزم به عضویت در مجلس ملی نیست. نخست‌وزیر در وظایف خود به دفتر نخست‌وزیری که ریاست دفتر هماهنگی سیاست‌های دولت و هم دبیرخانه نخست‌وزیر را برعهده دارد، کمک می‌کند. در صورتی که رئیس‌جمهور نتواند وظایف خود را انجام دهد نخست‌وزیر اختیارات رئیس‌جمهور و کنترل دولت را در دست می‌گیرد تا زمانی که رئیس‌جمهور بار دیگر وظایف خود را انجام دهد یا تا زمانی که رئیس‌جمهور جدید انتخاب شود.
در صورت مشکوک بودن به تخلف جدی، رئیس‌جمهور و مقامات کابینه در معرض استیضاح مجلس ملی قرار می‌گیرند. هنگامی که مجلس ملی به استیضاح رأی مثبت داد، دادگاه قانون اساسی باید قطعنامه استیضاح را تأیید یا رد کند که این سازوکار نشان دهنده نظام توازن بین سه قوه در حکومت است.
شورای دولتی عالی‌ترین نهاد و کابینه ملی برای بررسی سیاست‌ها و تصمیم‌گیری‌ها در شاخه اجرایی جمهوری کره است. در قانون اساسی جمهوری کره، کابینه متشکل از ۱۵ تا ۳۰ نفر از جمله رئیس‌جمهور است که در حال حاضر کابینه، شامل رئیس‌جمهور، نخست‌وزیر، معاون نخست‌وزیر (وزیر استراتژی و دارایی)، و وزرای ۱۷ وزارتخانه است. قانون اساسی رئیس‌جمهور را به عنوان رئیس کابینه و نخست‌وزیر را به عنوان نایب رئیس تعیین می‌کند. با این وجود، نخست‌وزیر اغلب جلسات را بدون حضور رئیس‌جمهور برگزار می‌کند زیرا که اگر اکثریت اعضای کابینه در جلسه حضور داشته باشند این جلسه می‌تواند به صورت قانونی برگزار شود. از آنجا که بسیاری از سازمان‌های دولتی از سئول به دیگر نقاط کشور منتقل شده‌اند، به برگزاری جلسات کابینه بدون نیاز در تجمع در یک مکان در حال افزایش است و بنابراین قانون برای برگزاری جلسات کابینه در قالب یک کنفرانس از راه دور تصویری، اصلاح شده است. دبیر ارشد ریاست جمهوری، وزیر دفتر هماهنگی سیاست‌های دولت، وزیر قوانین دولت، وزیر میهن پرستان و امور جانبازان، وزیر ایمنی غذا و دارو، رئیس نمایشگاه کره کمیسیون تجارت، رئیس کمیسیون خدمات مالی، شهردار شهر ویژه سئول، و سایر مقامات تعیین شده توسط قانون یا لازم به نظر رئیس هیئت دولت می‌تواند در جلسات کابینه شرکت کرده و بدون حق رأی در مورد موضوعات مورد بحث در جلسات در کابینه صحبت کند. شهردار سئول، اگرچه رئیس یک منطقه خودمختار محلی در کره جنوبی است و ارتباط مستقیمی با قوه مجریه ملی ندارد اما با توجه به وضعیت ویژه سئول، اجازه شرکت در جلسه کابینه را دارد.
کابینه جمهوری کره نقش متفاوتی نسبت به بسیاری از کشورهای دیگر با اشکال مشابه ایفا می‌کند. از آنجا که سیستم سیاسی کره در اصل یک سیستم ریاست جمهوری است اما جنبه‌های خاصی از سیستم کابینه پارلمانی را هم در ترکیب خود دارد، کابینه ریاست جمهوری نیز ترکیبی از هر دو سیستم است. به‌طور خاص، کابینه کره قطعنامه‌های سیاستی و همچنین مشورت‌های سیاستی را با رئیس‌جمهور را انجام می‌دهد. با توجه به اینکه جمهوری کره اساساً ریاست جمهوری است، قطعنامه‌های کابینه نمی‌تواند جلوی تصمیم رئیس‌جمهور را بگیرد، و از این نظر، کابینه کره شبیه یک دستگاه مشورتی است. با این حال، قانون اساسی جمهوری کره ۱۷ مسئله از جمله مسائل بودجه ای و نظامی را مشخص می‌کند که علاوه بر تأیید رئیس‌جمهور، تصویب کابینه نیز ضروری است.
محل اقامت و دفتر رسمی رئیس‌جمهور جمهوری کره در کاخ آبی واقع در منطقه جونگنو سئول است. کاخ آبی به دلیل ظاهر آن نامگذاری شده است. کاخ آبی علاوه بر دفتر رئیس‌جمهور، دفتر امنیت ملی و سرویس امنیت ریاست جمهوری جهت کمک به رئیس‌جمهور را در خود جای داده است.

### وزارتخانه‌ها

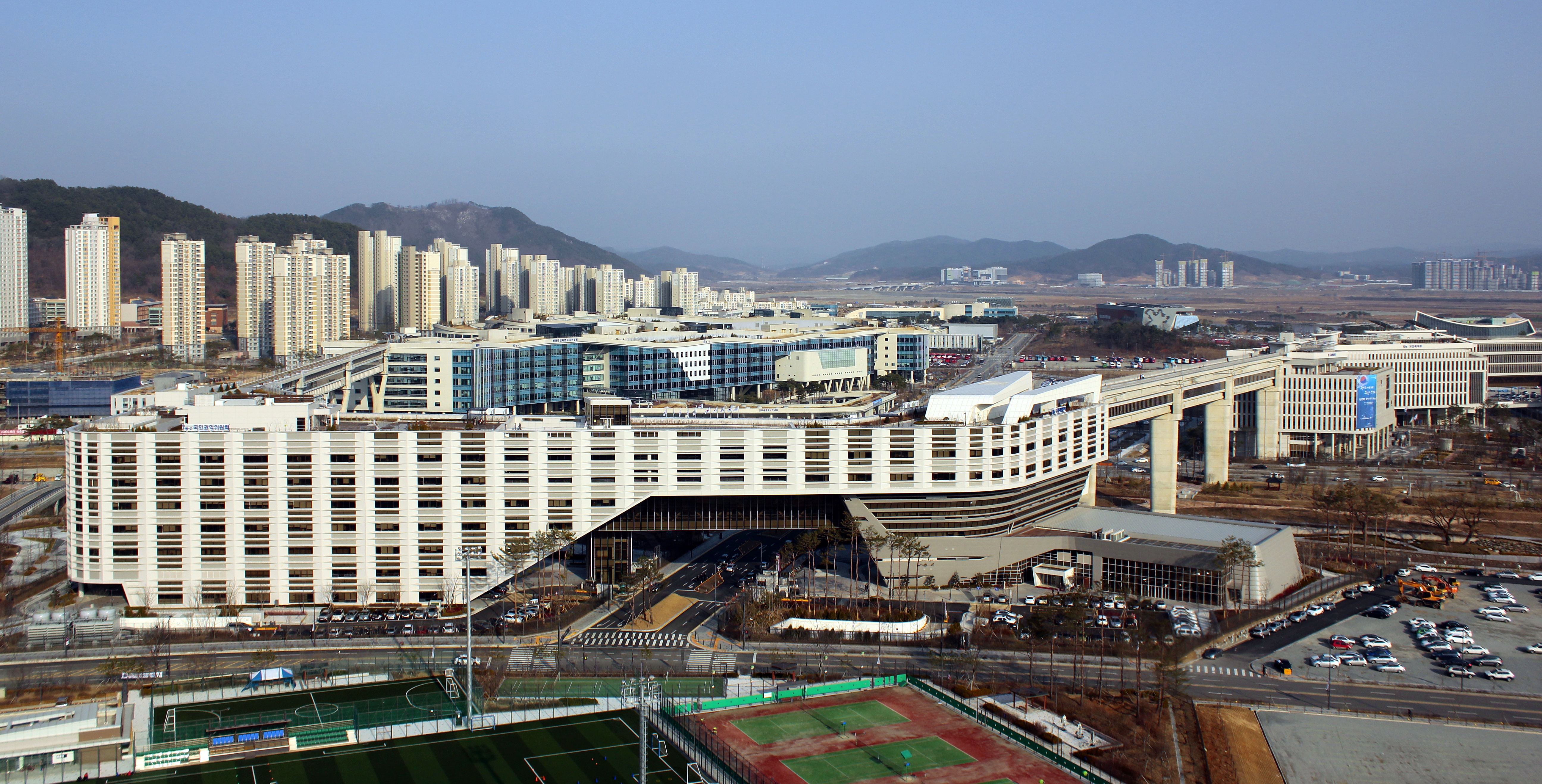
مجتمع دولتی سجونگ

در حال حاضر، ۱۸ وزارتخانه در دولت کره جنوبی وجود دارد. ۱۸ وزیر توسط رئیس‌جمهور تعیین می‌شوند و به نخست‌وزیر گزارش می‌دهند. همچنین برخی از وزارتخانه‌ها دارای آژانس‌های وابسته هستند که هم به نخست‌وزیر و هم به وزیران وزارت‌ها گزارش می‌دهند. هر آژانس توسط یک کمیسر در سطح وزیر اداره می‌شود به جز خدمات دادستانی که توسط یک دادستان کل در سطح وزیر هدایت می‌شود.
طبق قانون، وزیر راهبرد و دارایی و وزیر آموزش و پرورش، به‌طور خودکار پست معاونان نخست‌وزیر جمهوری کره را بر عهده می‌گیرند.
در صورتی که هم رئیس‌جمهور و هم نخست‌وزیر نتوانند ادامه مسئولیت خود را برعهده بگیرند، یکی از وزیران به ترتیب قدرت، موقعیت رئیس‌جمهور را بر عهده می‌گیرند. در صورتی که نخست‌وزیر نتواند وظیفه خود را انجام دهد، معاون نخست‌وزیر سمت نخست‌وزیر را بر عهده می‌گیرد و اگر نخست‌وزیر و معاون نخست‌وزیر نتوانند نقش نخست‌وزیر را انجام دهند، رئیس‌جمهور یا می‌تواند یکی از ۱۷ وزیر را برای تصدی پست نخست‌وزیری انتخاب کند یا اجازه دهد ۱۷ وزیر طبق دستوری در قانون، این سمت را بر عهده بگیرند.
کمیسر خدمات مالیاتی ملی، که طبق قانون یک مقام وزیر است، به دلیل اهمیت بالا، معمولاً به عنوان یک مقام در سطح وزیر تلقی می‌شود.

## قوه قضائیه

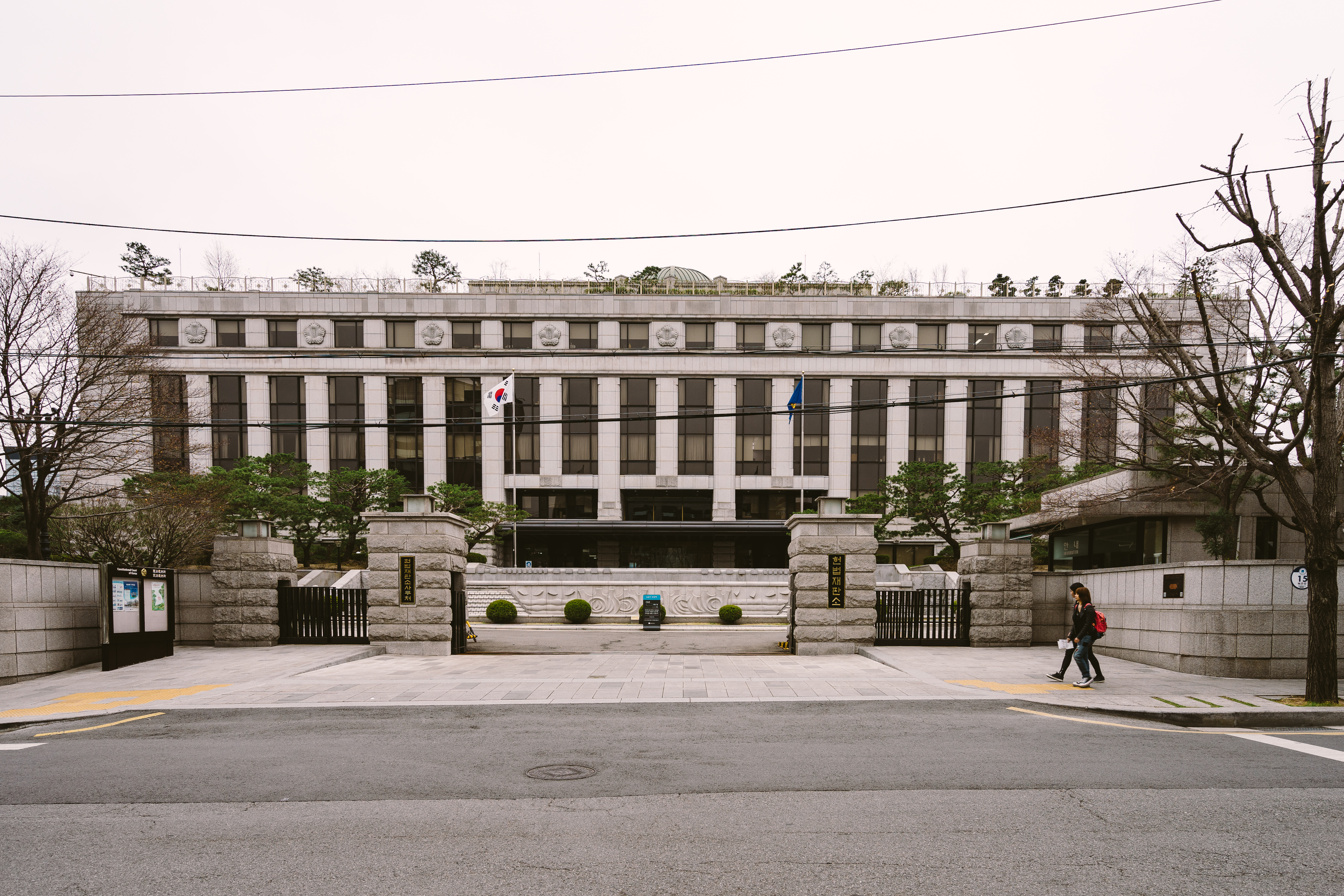
نمای روبروی ساختمان اصلی دادگاه قانون اساسی کره سال ۲۰۱۵

قوه قضائیه کره جنوبی شامل دیوان عالی کره، دادگاه قانون اساسی، دادگاه‌های تجدیدنظر استانی و دادگاه‌های ناحیه ای، شعبه ای، شهری و تخصصی است. همه دادگاه‌ها زیر نظر قوه قضائیه ملی هستند؛ دادگاه‌های مستقل محلی مجاز نیستند. قضات در سراسر سیستم ملزم به گذراندن یک سیستم آموزشی دقیق شامل یک برنامه دو ساله و کارآموزی دو ساله هستند. کلیه آموزش‌های قضایی از طریق مؤسسه تحقیق و آموزش قضایی ارائه می‌شود و محدود به کسانی است که قبلاً در آزمون ملی قضاوت گذرانده‌اند.
دیوان عالی کره جنوبی رئیس شعبه قضایی دولت و آخرین دادگاه استیناف برای تصمیم‌گیری در کلیه موارد در کره جنوبی است. دیوان عالی کشور که در شهر سئول مستقر است، شامل چهارده قاضی، از جمله یک رئیس کل دادگستری است. رئیس کل دیوان عالی کشور بر همه ادارات دادگاه اختیار دارد و می‌تواند قوانین مربوط به دادگاه را به مجلس ملی توصیه کند. قضات باید حداقل ۴۰ سال سن داشته باشند و حداقل ۱۵ سال سابقه وکالت داشته باشند. قضات برای مدت شش سال خدمت می‌کنند. رئیس قوه قضائیه نمی‌تواند دوباره منصوب شود، اما سایر قضات می‌توانند.
در زیرمجموعه دیوان عالی، دادگاه‌های تجدیدنظر استانی قرار دارند که در پنج شهر بزرگ کشور مستقر هستند. دادگاه‌های تجدیدنظر معمولاً از یک هیئت متشکل از سه قاضی تشکیل می‌شوند. در زیر آن، دادگاه‌های ناحیه ای وجود دارد که در اکثر شهرهای بزرگ کره جنوبی حضور دارند. در زیر آن، دادگاه‌های شعبه ای و شهری وجود دارد که در سراسر کشور مستقر شده و محدود به رسیدگی به دعاوی و جرایم کوچک است. دادگاه‌های تخصصی برای پرونده‌های خانوادگی، اداری و ثبت اختراع وجود دارد.
دادگاه قانون اساسی، مستقل از دیوان عالی است و صرفاً مسئول بررسی قانون اساسی و تصمیم‌گیری در مورد موارد استیضاح است. سایر امور قضایی تحت نظارت دیوان عالی کشور است. این دادگاه جدیداً در جمهوری ششم تأسیس شده تا از افراط و تفریط‌های دولت‌های گذشته جلوگیری کند. دادگاه قانون اساسی متشکل از نه قاضی است. از این میان، سه عضو توسط رئیس دیوان عالی کشور، سه عضو توسط مجلس ملی و سه عضو دیگر توسط رئیس‌جمهور توصیه می‌شود؛ با این حال، همه باید توسط رئیس‌جمهور تعیین شوند. رئیس دادگاه قانون اساسی با موافقت مجلس ملی توسط رئیس‌جمهور تعیین می‌شود. اعضای دادگاه برای مدت شش سال قابل تمدید خدمت می‌کنند و نمی‌توانند از ۶۵ سال بیشتر سن داشته باشند (به استثنای رئیس دادگاه، که ممکن است به ۷۰ سال برسد).
به علت آنکه قانون اساسی جمهوری کره قلمرو کره جنوبی را «شبه جزیره کره و جزایر مجاور آن» تعریف کرده است. دادگاه‌های کره جنوبی به نمایندگان کره شمالی اجازه می‌دهد تا در پرونده‌های وراثت در دادگاه‌های کره جنوبی حضور داشته باشند. دارایی‌های مطابق با این ادعاها در امانت نگهداری می‌شوند و فقط با تأیید دولت پراکنده می‌شوند.
قوه قضائیه کره جنوبی اغلب به دلیل ملایمت بیش از حد نسبت به جنایتکاران مورد انتقاد قرار می‌گیرد. به عنوان مثال، در پرونده چو دو-سون ۵۶ ساله که به یک دختر هشت ساله تجاوز وحشیانه کرد بود، تنها به ۱۲ سال زندان محکوم شد. علاوه بر این، این مجازات اغلب به این دلیل تغییر می‌کند که مجرم در مورد جنایات جنسی خود تأمل کند.در کره جنوبی بی‌اعتمادی به قوه قضاییه در مقایسه با سایر کشورها بسیار زیاد است. در کشورهای عضو سازمان همکاری و توسعه اقتصادی (OECD) فقط کلمبیا (۲۶ درصد)، شیلی (۱۹ درصد) و اوکراین (۱۲ درصد) تنها کشورهایی بودند که نسبت به کره جنوبی به قوه قضاییه اعتماد کمتری داشتند.

## انتخابات
انتخابات در کره جنوبی برای انتخاب رئیس‌جمهور و مجلس ملی در سراسر کشور برگزار می‌شود. کره جنوبی دارای نظام چندحزبی با دو حزب غالب است. برگزاری انتخابات بر عهده کمیسیون ملی انتخابات است.
رئیس‌جمهور مستقیماً برای یک دوره پنج ساله با رأی اکثریت انتخاب می‌شود. مجلس ملی دارای ۳۰۰ عضو برای یک دوره چهار ساله، ۲۵۳ نفر در حوزه‌های انتخابیه تک کرسی و ۴۷ نماینده با نمایندگی تناسبی است. هر حزبی که قصد دارد سیاست‌های خود را در مجلس ملی نمایندگی کند باید از طریق انتخابات عمومی مجمع از طریق یکی از موارد زیر تعیین شود:۱) رأی حزب ملی به بیش از ۳٫۰۰٪ به صورت نسبی می‌رسد یا ۲) بیش از ۵ نفر از اعضای حزب در هر یک از حوزه‌های انتخاباتی خود نخست‌گزینی می‌شوند.

## کمیسیون حقوق بشر
کمیسیون ملی حقوق بشر کره یک نهاد مستقل برای ارزیابی حقوق بشر در کره جنوبی است و قانون اساسی آن را تضمین کرده است. برای اطمینان از مستقل ماندن نهاد، از نظر قانونی از هر سه قوه (مقننه، مجریه، قضایی) دولت کره جنوبی جدا شده است. علاوه بر این، برای اطمینان بیشتر از استقلال نهاد، ۴ نفر از ۱۱ عضو توسط مجلس شورای ملی، ۴ نفر دیگر توسط رئیس‌جمهور و ۳ نفر نهایی توسط رئیس دادگستری انتخاب می‌شوند، به طوری که هیچ شعبه ای نمی‌تواند اکثریت کمیسیون را در اختیار داشته باشد.

## دولت‌های محلی
دولت‌های محلی به عنوان یک اصل مشروطه در کره جنوبی در جمهوری اول کره به وجود آمد. با این حال، در بیشتر قرن بیستم این اصل رعایت نشد. از سال ۱۹۶۵ تا ۱۹۹۵، دولت‌های محلی مستقیماً توسط دولت‌های استانی اداره می‌شدند، که به نوبه خود مستقیماً توسط دولت ملی اداره می‌شدند. با این حال، از زمان انتخابات ۱۹۹۵، درجه ای از قدرت دولت‌های محلی بازگردانده شده است.

## خدمات کشوری
خدمات دولتی کره جنوبی توسط وزارت مدیریت پرسنل کره اداره می‌شود. این وزارت بسیار بزرگ و همچنان تا حد زیادی بسته است، اگرچه تلاش‌ها برای باز و اصلاح شدن ادامه دارد. برای به دست آوردن موقعیت در خدمات کشوری، معمولاً گذراندن یک یا چند آزمون دشوار ضروری است. موقعیت‌های شغلی به‌طور سنتی بر اساس سابقه کار، در یک سیستم پیچیده درجه‌بندی می‌شود؛ با این حال، این وزارت در سال ۱۹۹۸ به‌طور اساسی اصلاح شد.
امروزه بیش از ۸۰۰ هزار کارمند دولتی در کره جنوبی مشغول به کار هستند. بیش از نیمی از این افراد توسط دولت مرکزی استخدام می‌شوند؛ فقط حدود ۳۰۰ هزار نفر در دولت‌های محلی مشغول به کار هستند. علاوه بر این، تنها چند هزار نفر در قوه‌های مقننه و قضایی کشور مشغول به کار هستند؛ اکثریت قریب در وزارتخانه‌های مختلف قوه مجریه مشغول به کار هستند.